# Pelekium bonianum
Pelekium bonianum är en bladmossart som beskrevs av Andries Touw 2001. Pelekium bonianum ingår i släktet Pelekium och familjen Thuidiaceae. Inga underarter finns listade i Catalogue of Life.